# Calidota hadesia
Calidota hadesia är en fjärilsart som beskrevs av William Schaus 1927. Calidota hadesia ingår i släktet Calidota och familjen björnspinnare. Inga underarter finns listade i Catalogue of Life.